# Лебедев, Всеволод Георгиевич
Всеволод Георгиевич Лебедев (23 октября 1911 — 14 февраля 1956) — главный инженер витаминного завода, лауреат Сталинской премии.
Отец — Лебедев Георгий Николаевич (1883—1955), зам. пред. Всероссийского кооперативного страхового союза.  
Мать — Лебедева Наталья Михайловна (1887-1944).
Работал главным инженером экспериментального завода ВНИВИ (Всесоюзного научно-исследовательского ветеринарного института).
В конце 1940-х гг. советские химики Г. В. Челинцев, 3. В. Беневоленская, В. Г. Лебедев и И. М. Лиснянский разработали и внедрили в промышленность метод производства синтетического витамина «В1», за что в 1951 г. были удостоены Сталинской премии третьей степени.
Похоронен на Новодевичьем кладбище (2 участок).
- Жена — Лебедева Антонина Андреевна (1911—1987)
  - Дочь — Лебедева Наталия Всеволодовна (1939—1989), кандидат химических наук.